# Friedrich Bischof
Friedrich Bischof (* 26. Februar 1891 in Coswig in Anhalt; † 24. Mai 1941 in Berlin) war ein deutscher Chemiker, Vorstandsmitglied der Deutsche Zündholzfabriken AG und Anhaltischer Landtagsabgeordneter.

## Leben
Friedrich Bischof entstammte einer alten Industriellenfamilie. Sein Urgroßvater war der Salinendirektor Johann Andreas Bischof (1765–1832), sein Großvater der Bergrat und Hüttendirektor Carl Andreas Bischof (1812–1884) und sein Vater der Fabrikbesitzer Alexis Bischof (1857–1922).
Nach dem Besuch des Realgymnasiums in Wiesbaden und Einbeck studierte Bischof Chemie an den Universitäten Berlin, wo er sich im Sommersemester 1910 dem Corps Saxonia-Berlin anschloss, München und Kiel. 1917 erfolgte an der Universität Kiel seine Promotion zum Dr. phil.
1918 trat er in die väterliche Fabrik, die Anhaltische Zündwarenfabrik Heintz & Bischof in Coswig ein, zunächst als Prokurist, später als Mitinhaber. 1921 erfolgte der Verkauf der väterlichen Firma an die Fa. Stahl & Nölke AG in Kassel. Gleichzeitig mit dem Verkauf trat Bischof in die Vorstände der Stahl & Nölke AG und der Deutsche Zündholzfabriken AG, Berlin, ein. Zwischen 1926 und 1928 lebte er in Hamburg, wo beide Firmen mit ihm als Vorstand unter dem Namen Deutsche Zündholzfabriken AG verschmolzen wurden. Seit 1928, dem Jahr der Übersiedlung der Firma nach Berlin, lebte er in Berlin-Lichterfelde. Friedrich Bischof war Mitglied des Aufsichtsrates der A. Bischof AG, Coswig.

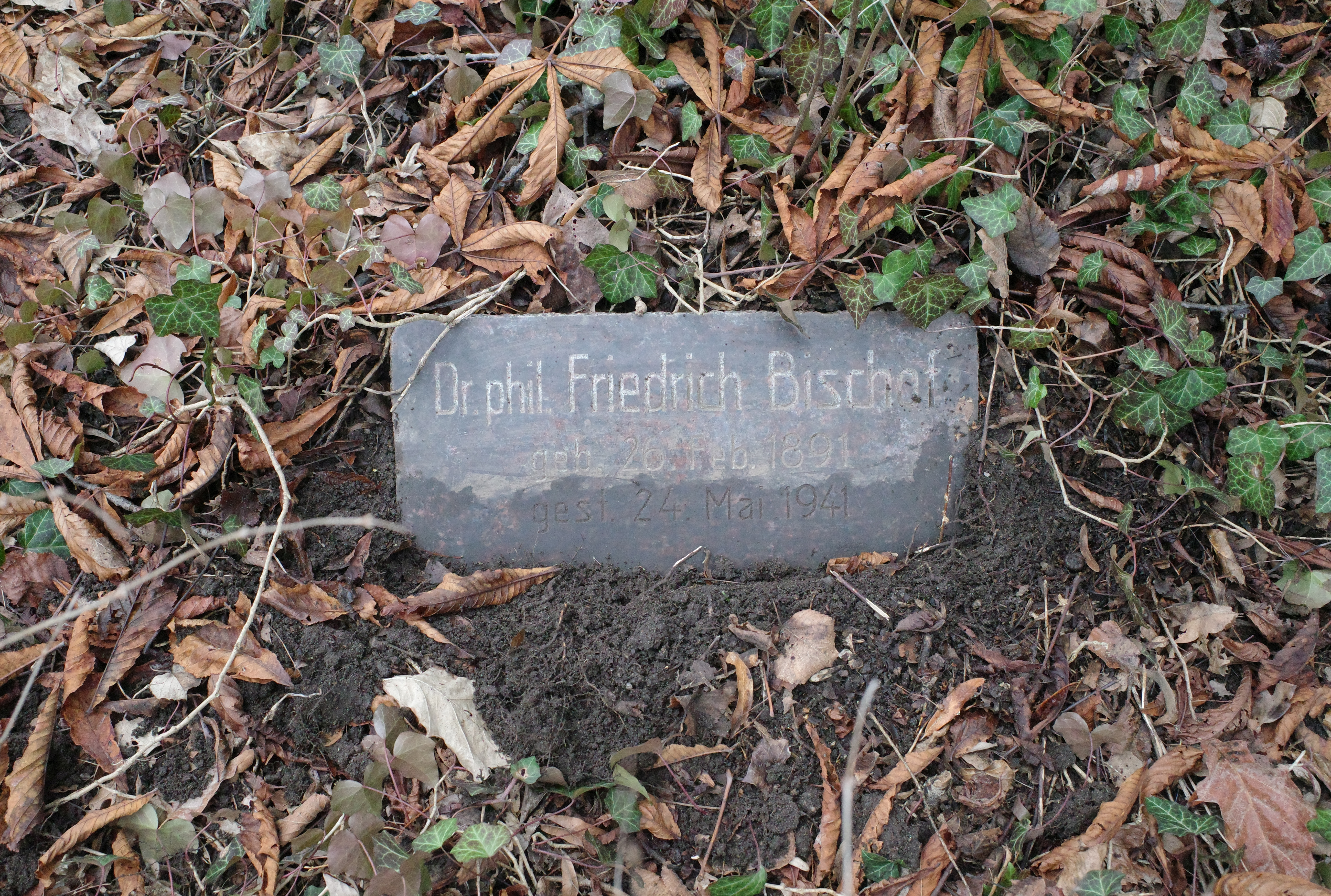
Ruhestätte in Dessau

## Politische Ämter
In der zweiten Wahlperiode des Landtages des Freistaates Anhalt war Friedrich Bischof von 1920 bis 1921 Abgeordneter der Deutschen Volkspartei (DVP).